# Madhuca betis
Espèce
Statut de conservation UICN

 VU A1cd : Vulnérable
Classification phylogénétique
Madhuca betis est une espèce de plantes à fleurs de la famille des Sapotaceae. C'est un petit arbre originaire des Célèbes et des Philippines.

## Répartition
Endémique aux forêts denses humides de plaine des Célèbes et des îles du sud des Philippines.

## Conservation
Les sites des Philippines auraient été détruits par la déforestation.